# Börje Kuhlbäck
Börje Waldemar Kuhlbäck, född 18 januari 1924 i Helsingfors, död  13 september 2012, var en finländsk läkare.
Kuhlbäck avlade studentexamen 1941. Under fortsättningskriget stationerades han vid kustartilleriet på Hogland. Han blev medicine licentiat 1952, medicine och kirurgie doktor 1957, specialist i invärtes medicin 1961 och i nefrologi 1979. Han tjänstgjorde från 1954 vid IV medicinska kliniken vid Helsingfors universitet. Han var med om att där grunda den första avdelningen för njursjuka i Finland och kom att verka vid denna hela sitt professionella liv, 1966–1986 som avdelningsöverläkare.
Han var ordförande i Medicinarklubben Thorax 1951–1952, i Finlands nefrologförening 1969–1972, i Dialyspatientföreningen 1967–1968, i Njursjukdomsförbundet 1971–1976 och 1984, i Njurstiftelsen 1982–1984 och i Samfundet Liv och hälsa 1986–1993. Åren 1959–1965 tjänstgjorde han som redaktionssekreterare för Finska Läkaresällskapets Handlingar.
Kuhlbäck var den moderna nefrologins banbrytare i Finland. Han var bland annat först i landet med att utföra dialys. I mitten av 1960-talet var han, tillsammans med kirurgen Björn Lindström, initiativtagare till njurtransplantationsverksamheten. Han utsågs 1996 till hedersledamot av Finska Läkaresällskapet och erhöll professors titel 2000.